# Buick Wildcat
Buick Wildcat (Б`юік Вайлдкет, англ. дикий кіт) – модель легкового автомобіля великого розміру, яка вироблялась американською автомобільною компанією Buick від концерну General Motors з 1963 по 1970 роки на ринок США. Назва була присвоєна від концепт-кара 1953 року, з кузовом зі скловолокна. Вважалась моделлю високої продуктивності даного бренду і займала проміжне місце в модельному ряду між базовою LeSabre та люксовою Electra.

## Передісторія
В 1962 році, Wildcat був підсерією Buick Invicta, будучи позначенням довшого великого 2-дверного кузова хардтоп Buick (відомий як "спорт купе", код кузова на виробництві 4647) з високо-продуктивною версією 401 куб. дюймового (7 л) двигуна Nailhead V8 з 325 к. с. (242 кВт), відомий як "Wildcat 445" видаванням 445 фунтів·фут (603 Н·м) крутного моменту. Для більшого відрізнення від Invicta, Wildcat мав задні ліхтарі як в Electra 225, салон з окремими сидіннями, центральною консоллю з тахометром і важелем трансмісії. Був оснащений трансмісією Dynaflow, яку ділив зі всіма великими Buick, а також додатковим боковим оздобленням ззовні, вініловим покриттям даху (новим у 1962 році) і своєю власною унікальною емблемою: стилізована голова дикого кота, розміщена на кожній із задніх опор даху. Однак, Wildcat ділив з LeSabre та Invicta три вентиляційні отвори на передніх крилах, риса дизайну, яка тривала лише по 1963 модельний рік.

## 1963–1964

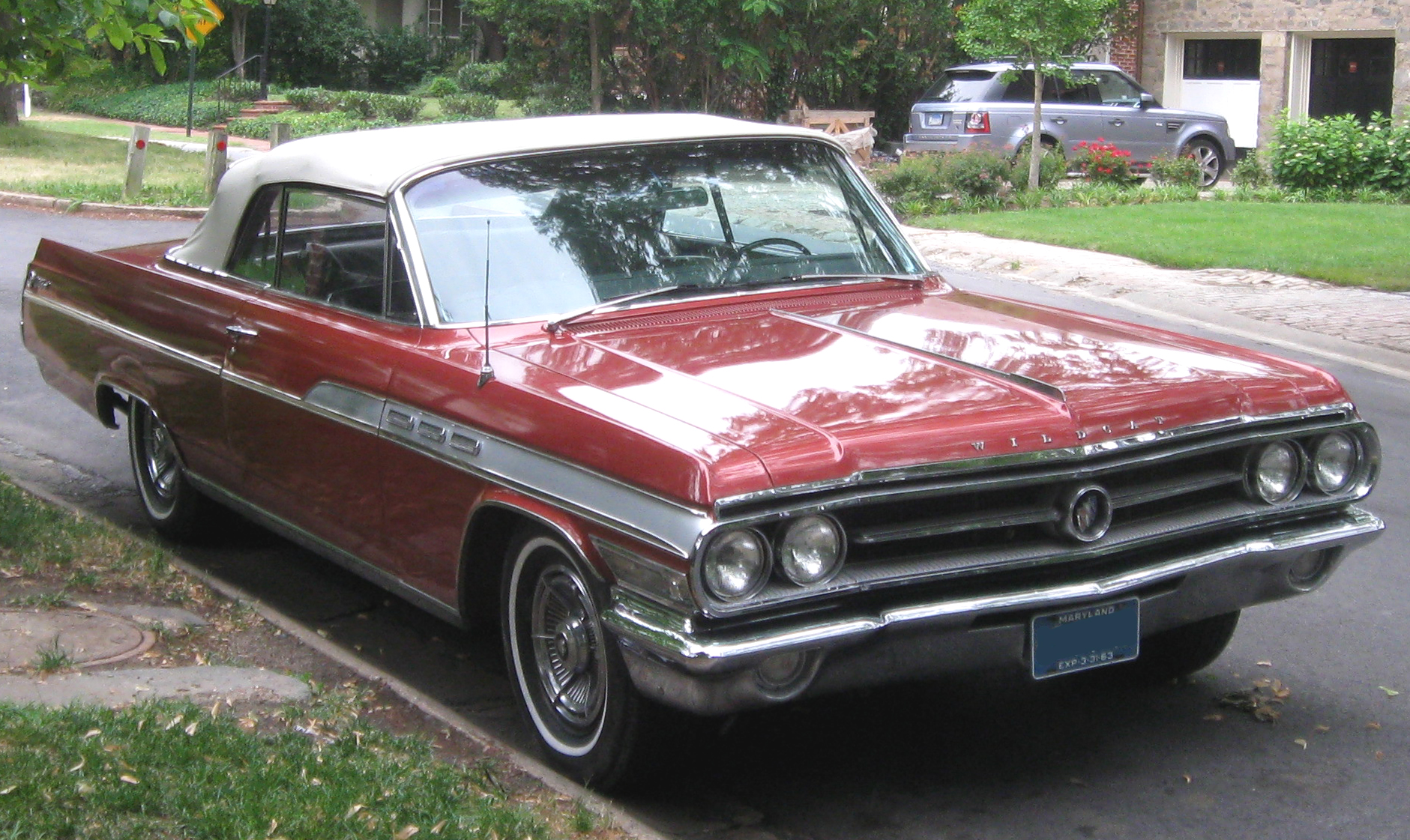
Модель 1963 року

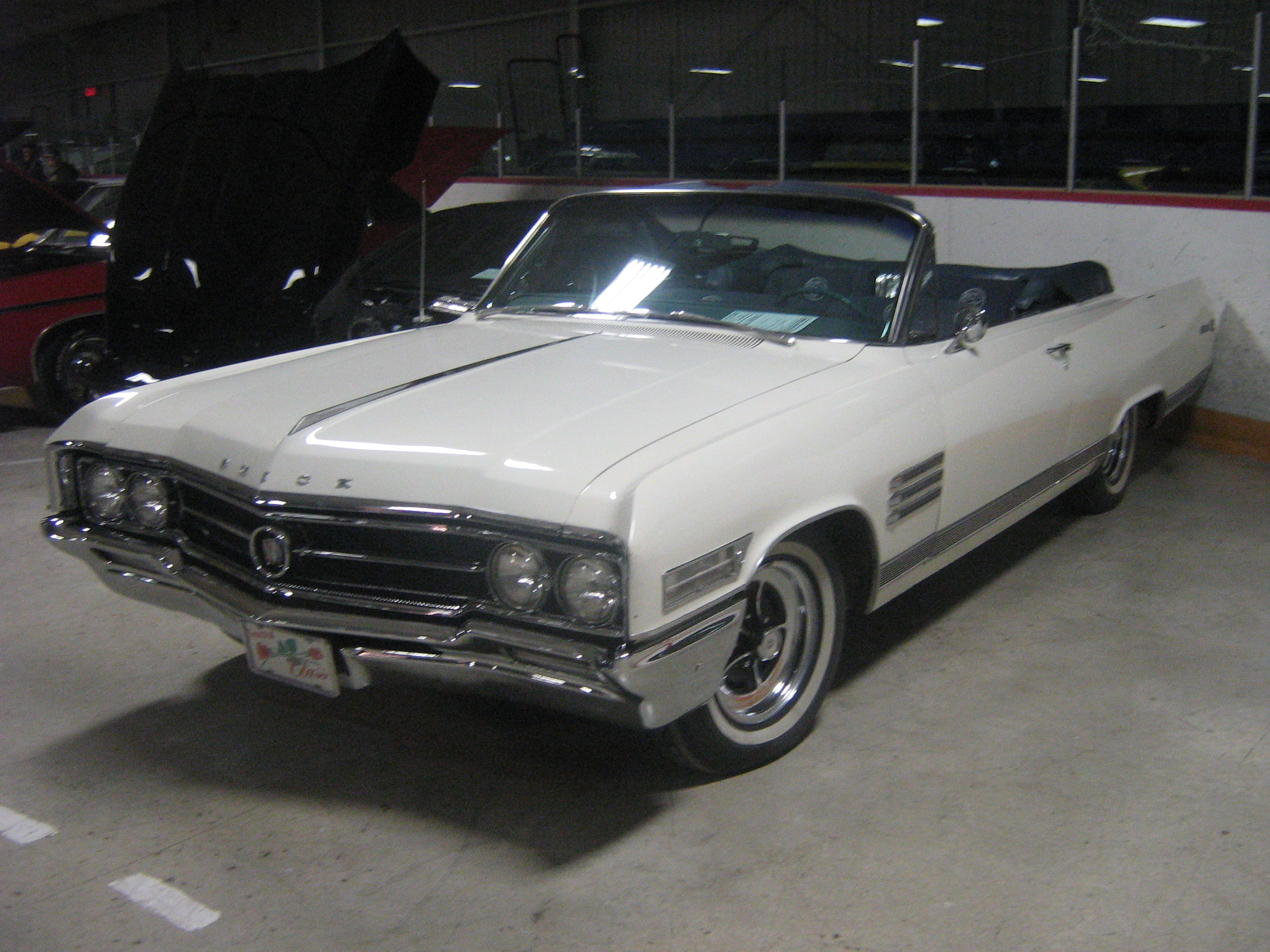
Модель 1964 року

З 1963 по 1970 роки, Wildcat був окремою моделлю, а не версією Invicta. Модель 1963 року мала велику алюмінієву панель бокового оздоблення на боці кузова, яка на вигляд конкурувала напряму з Oldsmobile Starfire, ще однією великою "спортивною" моделлю від GM. Wildcat 1964 модельного року не мав традиційних горизонтальних вентиляційних отворів як інші моделі Buick, але замість них мав вертикальні хромовані смужки на нижній частині переднього крила прямо за колісною аркою. Ставши окремою моделлю в 1963 році, до кузова 2-дверного хардтоп-купе Wildcat додались кабріолет і 4-дверний хардтоп седан. Суцільний диван був стандартним в 4-дверній версії, а салон з окремими сидіннями й консоллю був опційним. В 1964 році в лінійку кузовів був доданий 4-дверний седан з опорами і були доступні два рівні оздоблення – стандарт і кастом, з середньою лінійкою deluxe доданою лише в 1965 році. З 1966 по 1969 рр., базове оздоблення (з подібним до того, що в Wildcat deluxe 1965 року) і кастом знову були єдиними опціями.
7-літровий (401 куб. дюймовий) Wildcat V8 з 325 к. с. (242 кВт) лишився стандартним двигуном по 1966 включно. З 1964 по 1966 був також доступний більший, 425 куб. дюймовий Wildcat V8, який видавав або 340 к. с. (254 кВт) із заводським 4-камерним карбюратором чи 360 к. с. (268 кВт) з 2 4-камерними карбюраторами (версія "dual quad"). Ця версія також мала плавникові литі алюмінієві кришки клапанів з логотипом Buick розміщеним на верху. Також, починаючи в 1964 році, 3-ступенева механічна трансмісія з важелем переключення на колонці керма стала стандартним обладнанням на всіх Wildcat, з або 4-ступеневою МКПП (лише 1963-1965) чи 3-ступеневою АКПП Super Turbine 400 як опції. Назви двигунів відсилались на крутний момент аніж на об’єм. "Wildcat 445" мав 401 куб. дюйми V8, який видавав найвищий крутний момент 445 фунтів·фут (603 Н·м), тоді як "Wildcat 465" мав 425 куб. дюйми V8, який видавав 465 фунтів·фут (630 Н·м) крутного моменту. Версія "dual quad" Wildcat 465 називалась "Super Wildcat".

## 1965–1970

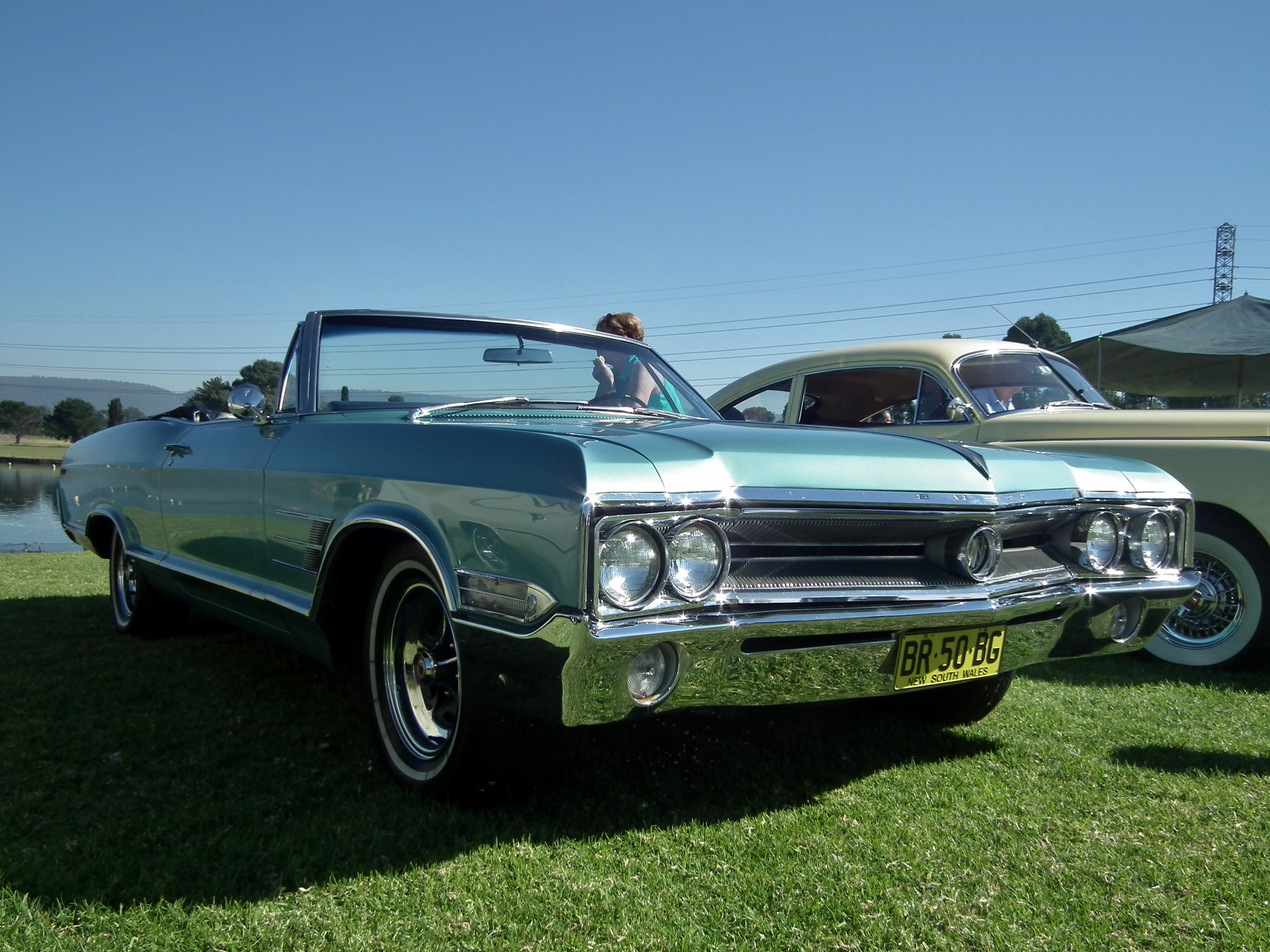
Модель 1965 року

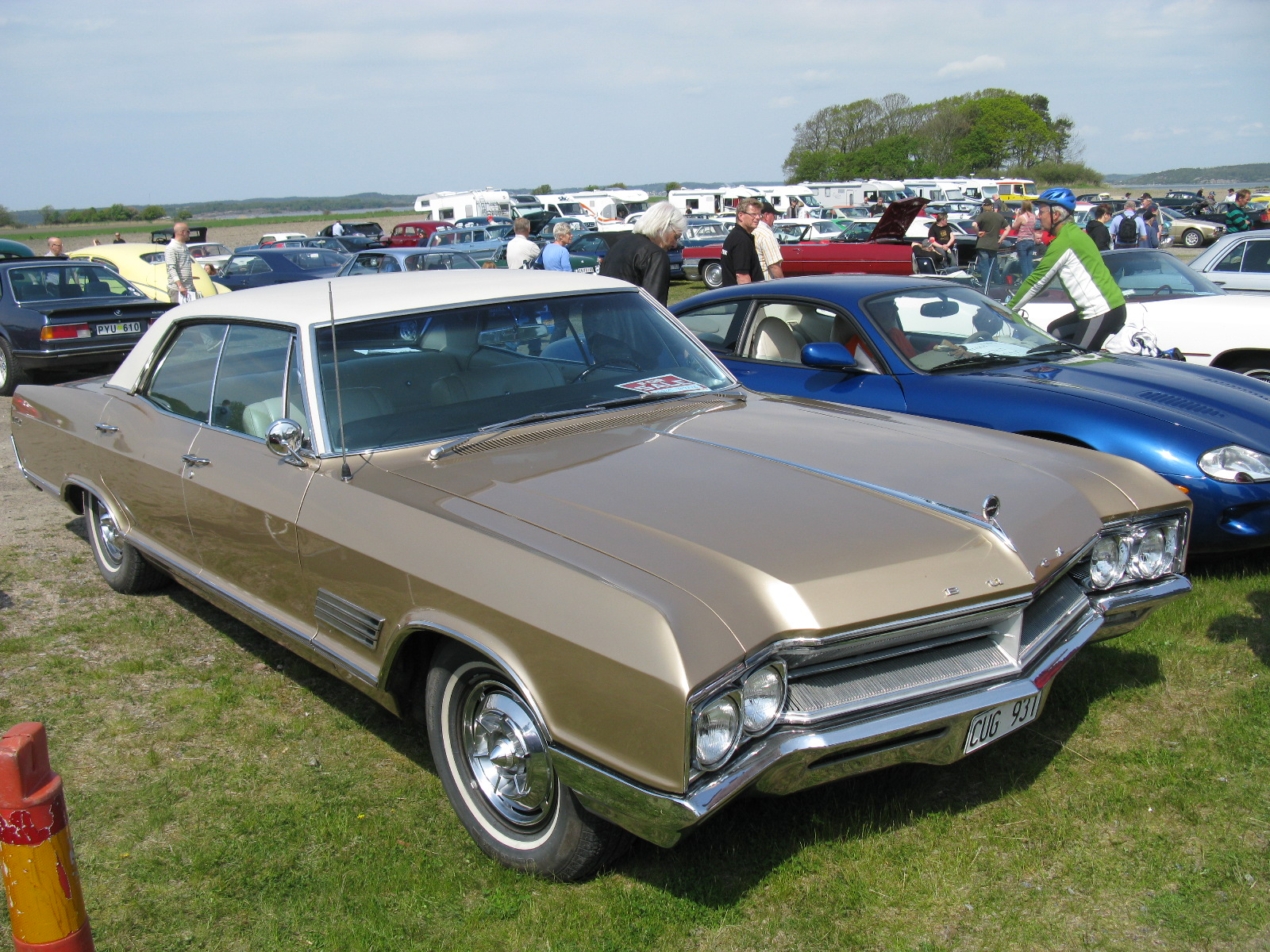
Модель 1966 року

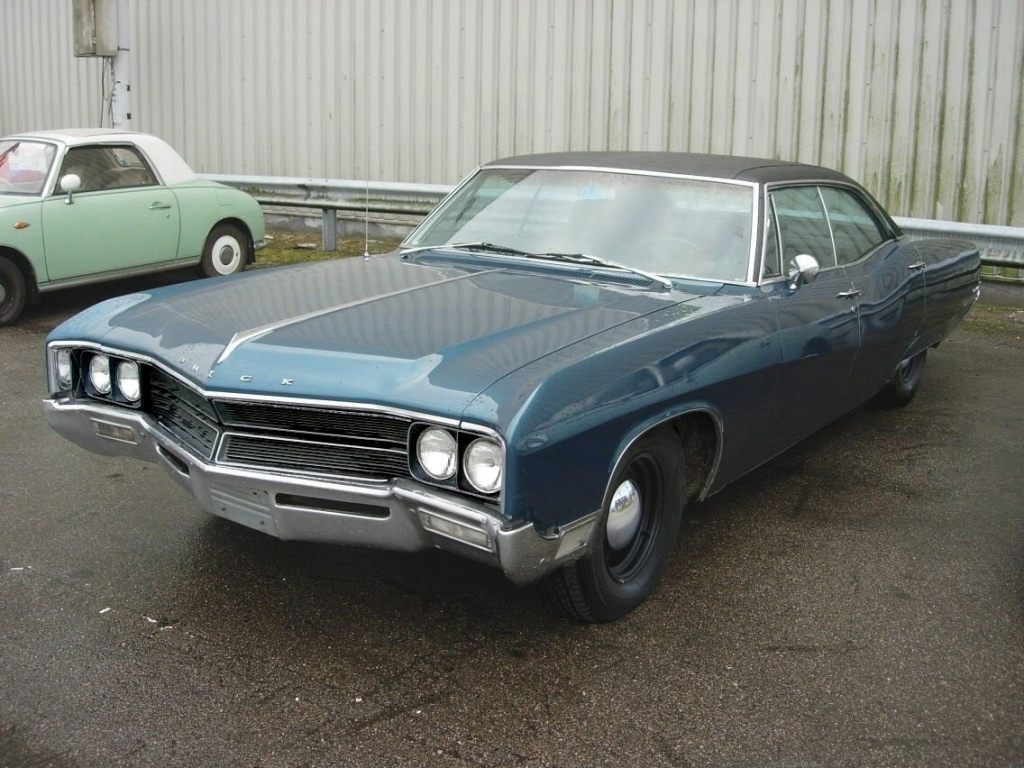
Модель 1967 року

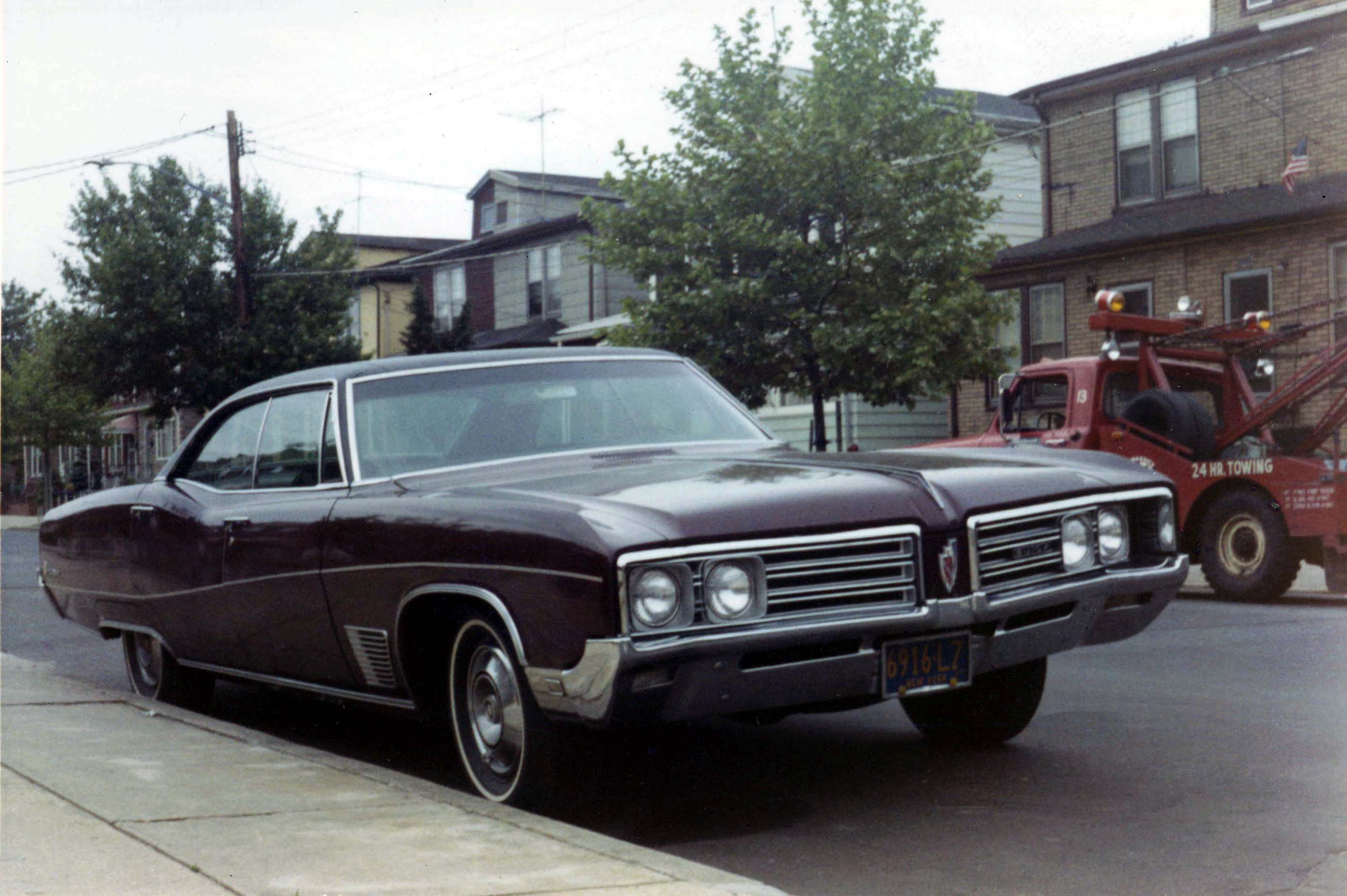
Модель 1968 року

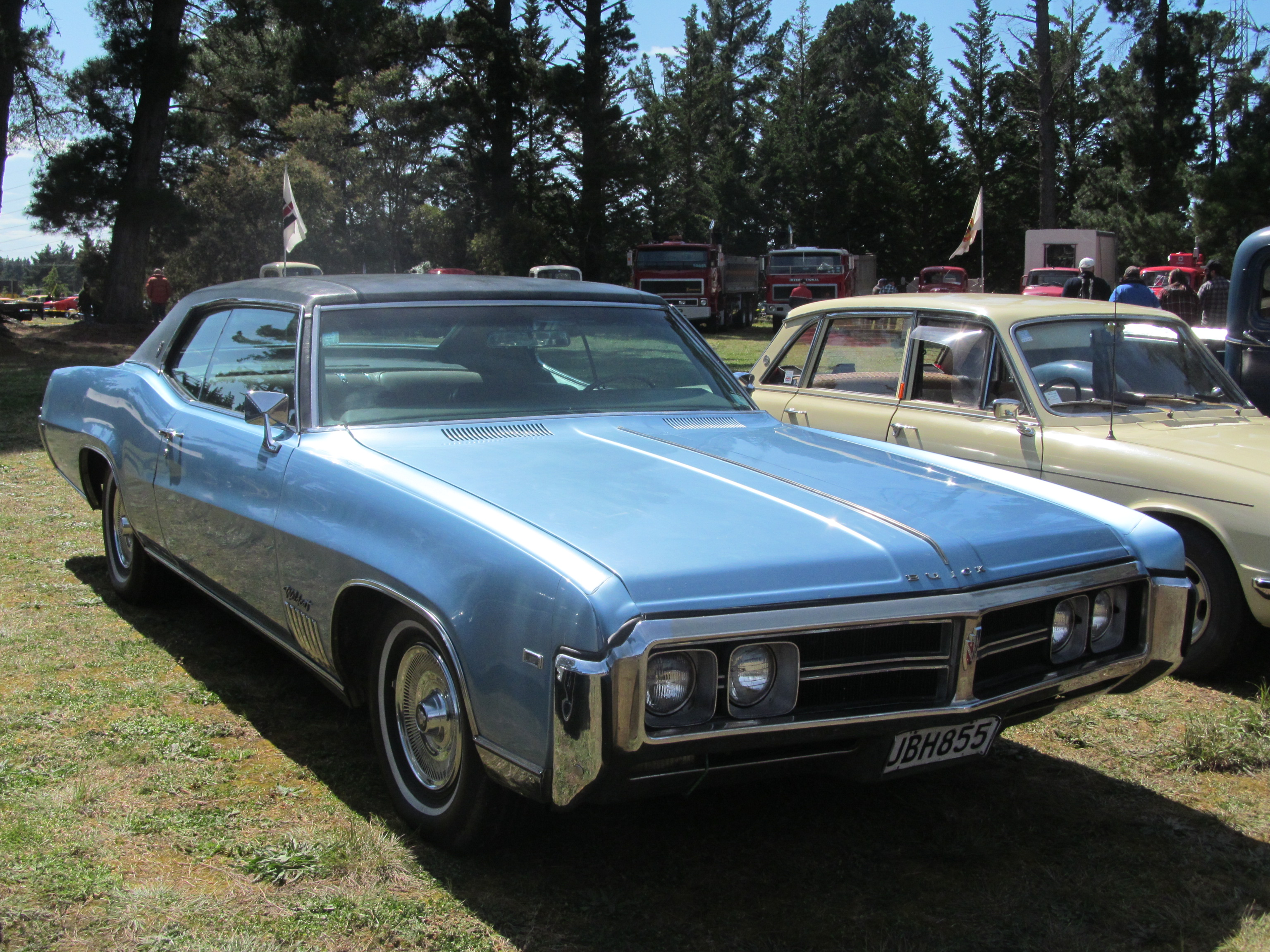
Модель 1969 року

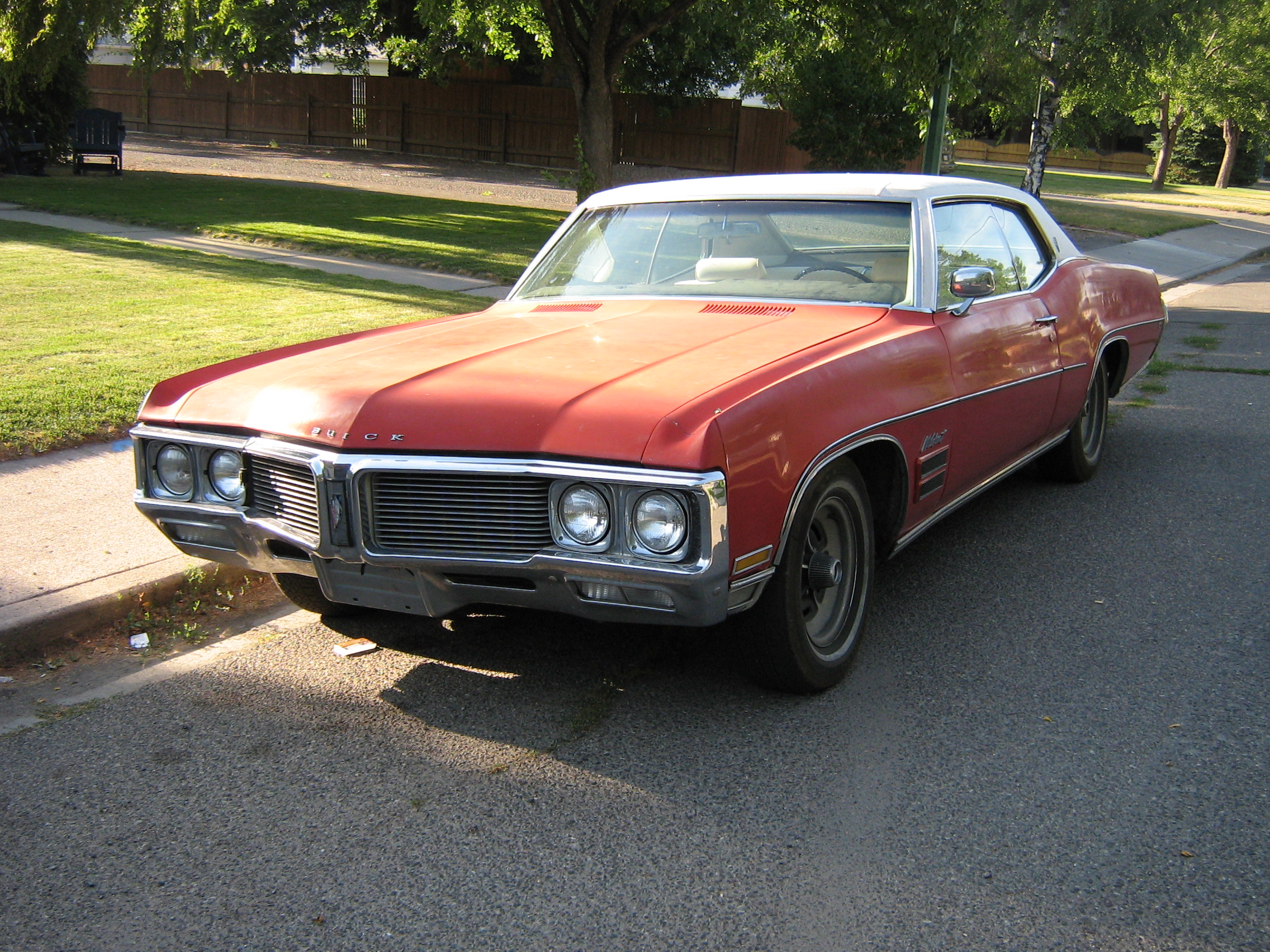
Модель 1970 року

Набір Wildcat "Gran Sport Performance Group" можна було замовити вибираючи опцію "A8/Y48" лише в 1966 році. На вибір були доступні два двигуни. 425 куб. дюймовий 340 к. с. V8 з одним карбюратором був включений в ціну базового набору, тоді як набір 360 к. с. (268 кВт) з двома карбюраторами був за додаткову плату. Спочатку ця додача 20 к. с. (15 кВт) була дилерською модифікацією карбюратора-колектора на базових двигунах MT, але внаслідок цих "Super Wildcat" можна було замовити прямо з заводу з двигунами MZ. Рисами, що виділяли базовий і Super GS набори були подвійний вихлоп, підвіска важкого режиму роботи, диференціал Positraction і оновлені значки "GS" в новому форматі, ініціалами, на задніх крилах, встановлені на всі Gran Sport після 1965 року. В сумі виготовили 1244 Buick Wildcat GS протягом модельного року, 242 з них були кабріолети, решта – хардтопи, суто 22 (в обох типах кузова невідомої комбінації) мали наліпки Super Wildcat.
Зовнішній стиль був запозичений в дуже популярного Buick Riviera 1963 року, де поясна лінія здіймалась вгору над задніми колесами, видозміна старішого стильового елементу під назвою "Sweepspear", де на пізніших моделях встановлювалась гумова смуга вздовж всього боку кузова, спадаючи вниз при досягненні заднього бампера.
1967 рік приніс повністю новий двигун в лінійку Wildcat (разом з Riviera і Electra 225) – 430-куб. дюймовий V8 з 4-камерним карбюратором і 360 к. с. (268 кВт), означаючи те, що він мав більші клапани для кращого дихання, аніж попередній 401/425 з плоскими головками клапанів, який брав початок з першого V8 від Buick у 1953 році. Він мав коефіцієнт стиску 10.25:1 і 4-камерний карбюратор, з максимальною потужністю, що досягалась при 5,000 об/хв і 475 фунтів·фут (644 Н·м) крутного моменту при 3,200 об/хв – всі показники у оцінці брутто. 430 був відносно короткий час, оскільки пропонувався лише по 1969 модельний рік. В 1970 році 430 був витіснений найбільшим двигуном V8 від Buick з усіх – 455-куб. дюймовий двигун, що був в основі покращеною версією попереднього двигуна, з тими самими великими клапанами, кількістю кінських сил 370 і крутним моментом більше 500 фунтів. Також моделі 1967 і 1968 років отримали додачу необхідного обладнання для безпеки від федерального уряду, що давало більшу безпеку пасажирам в разі зіткнень, а також додатки, що дозволяли їх уникнути. Як і інші великі легкові автомобілі США кінця 1960-х, моделі Buick ставали більшими, начиненими і менш економічними.
Wildcat пропонувався лише у варіанті кастом у фінальному 1970 році. Його витіснив Buick Centurion в 1971 році.
Платформа B від GM 1965–1970 рр. є четвертою найкраще продаваною автомобільною платформою в історії після Volkswagen Beetle, Ford Model T і Lada Riva.

## Концепт-кари Wildcat
Buick використовував назву "Wildcat" на п’яти концептуальних авто, троє в першій половині 1950-х, одна в 1985 і ще олна в 1997 роках. 1953 Wildcat I, 1954 Wildcat II і 1955 Wildcat III були спроектовані під керівництвом Харлі Ерла. I і II донині досі існують.
Wildcat 1985 року був радикальним спортивним авто з центральним розміщенням двигуна, приводом на всі колеса з вираженою високою продуктивністю, і верхнє-клапанним двигуном V6. Шасі виготовлене з вуглецевого волокна і вініл-ефірної смоли, а кузов мав підйомний ковпак даху для входу й виходу. Ця футуристична машина є досі у власності Buick сьогодні і досі робоча.
В 1997 році Buick зробив концепт-кар Riviera Wildcat. Цей автомобіль мав всередині оздоблення з вуглецевого волокна замість дерева, чорний хром ззовні та модифікований двигун.